# 松川裕美
松川 裕美（まつかわ ひろみ、1961年9月14日 -  ）は、日本のタレント、司会者。インターテイク所属。

## 人物
神奈川県横浜市出身。神奈川県立生田高等学校出身。本名は長谷川由美子。血液型はO型。身長162cm。
部活は中学生時代は陸上部、高校生時代は体操部。
高校生時代に友人の紹介でモデルのアルバイトをしたことがきっかけとなって芸能界入り。芸名は、姓名判断の本を読んで「幸運に恵まれる名前」と診断されているということで自分で決めた。
モデル業から退いた後、アナウンスアカデミーで学び、日本テレビ『番組フラッシュ』の出演者に応募して選ばれ、1983年10月から「日本テレビの顔」として出演。
特技は日本舞踊。妹が居る。

## 出演作品

### 映画
- ゴジラvsビオランテ（1989年、東宝） - 臨時ニュースキャスター 役[3]
- 女帝 春日局（1990年、東映） - 秋野 役

### テレビドラマ
- 木曜ドラマストリート「花嫁の父　狙われた披露宴、ウェディングドレスを刃が襲う!」（1985年、フジテレビ）
- あきれた刑事 第17話「同級生は危険な女」（1988年、日本テレビ / 東宝） - エミ役
- 土曜ワイド劇場「離婚カップル探偵する 鬼怒川温泉行き殺人トラブルノート」（1990年、ABC / 東通）
- 夢紀行（1990年、NHK）

### 情報・バラエティ番組
- カーグラフィックTV（1985年、テレビ朝日）
- SHARPワールドクイズ・カンカンガク学（1985年、日本テレビ）
- トゥナイト（1986年、テレビ朝日）
- クイズ地球まるかじり（テレビ東京）
- 素敵名画の旅（1990年、テレビ朝日）
- 2時のワイドショー（1994年、よみうりテレビ）
- ちい散歩（テレビ朝日）

### ラジオ番組
- 松川裕美のビジネス最前線（ラジオ日本）
- 食の情報最前線（ラジオ日本）

### CM
- 沖電気